# Edificio Triángulo
El Edificio Triángulo es un edificio comercial ubicado en la Zona Central de São Paulo, en la Rua José Bonifácio, 24, en el cruce con la Rua Quintino Bocaiúva, cerca de la Praça da Sé. Diseñado por Oscar Niemeyer e inaugurado en 1955, el edificio es una de las creaciones de la oficina satélite que el arquitecto carioca mantuvo en São Paulo en la década de 1950, bajo el mando de Carlos Lemos.
El edificio fue encargado por el Banco Nacional Imobiliário, organismo responsable de los desarrollos destinados a la vivienda de clase media y al sector de comercio y servicios, en línea con el período de gran crecimiento económico que caracterizó la década de 1950 en São Paulo, también marcada por la intensa verticalización de la zona centro de la ciudad.
Inicialmente diseñado en un "estilo Manhattan", con un volumen prismático, rodeado por tres tipos diferentes de vidrio y cubierto por brise-soleils, el edificio ahora es bastante atípico. Los cambios comenzaron ya en la fase de diseño, cuando el ayuntamiento determinó el retranqueo lateral de las plantas superiores. Según la investigadora Daniela Viana Leal, “el Edificio Triángulo era un bloque prismático [en el que los pisos superiores repiten la estructura de los pisos inferiores], como el Copán. Pero la legislación requería que cuanto más alto fuera el edificio, mayor sería el retroceso lateral en los pisos superiores, esa impresión de 'pastel de bodas'. Esto no tenía sentido en el proyecto de Niemeyer, pero fue cambiado.” Posteriormente, se retiraron los brise-soleils, exponiendo el edificio a la luz solar directa. La entrada principal está cubierta por un gran panel de azulejos de Di Cavalcanti, actualmente bastante deteriorado. En la década de 1990, las personas sin hogar hicieron fogatas junto al panel para calentarse, y parte de las baldosas de vidrio se desprendieron, siendo reemplazadas por baldosas de cerámica, que también se cayeron. El mural del edificio fue catalogado en 2004 por la ciudad de São Paulo.

## Historia

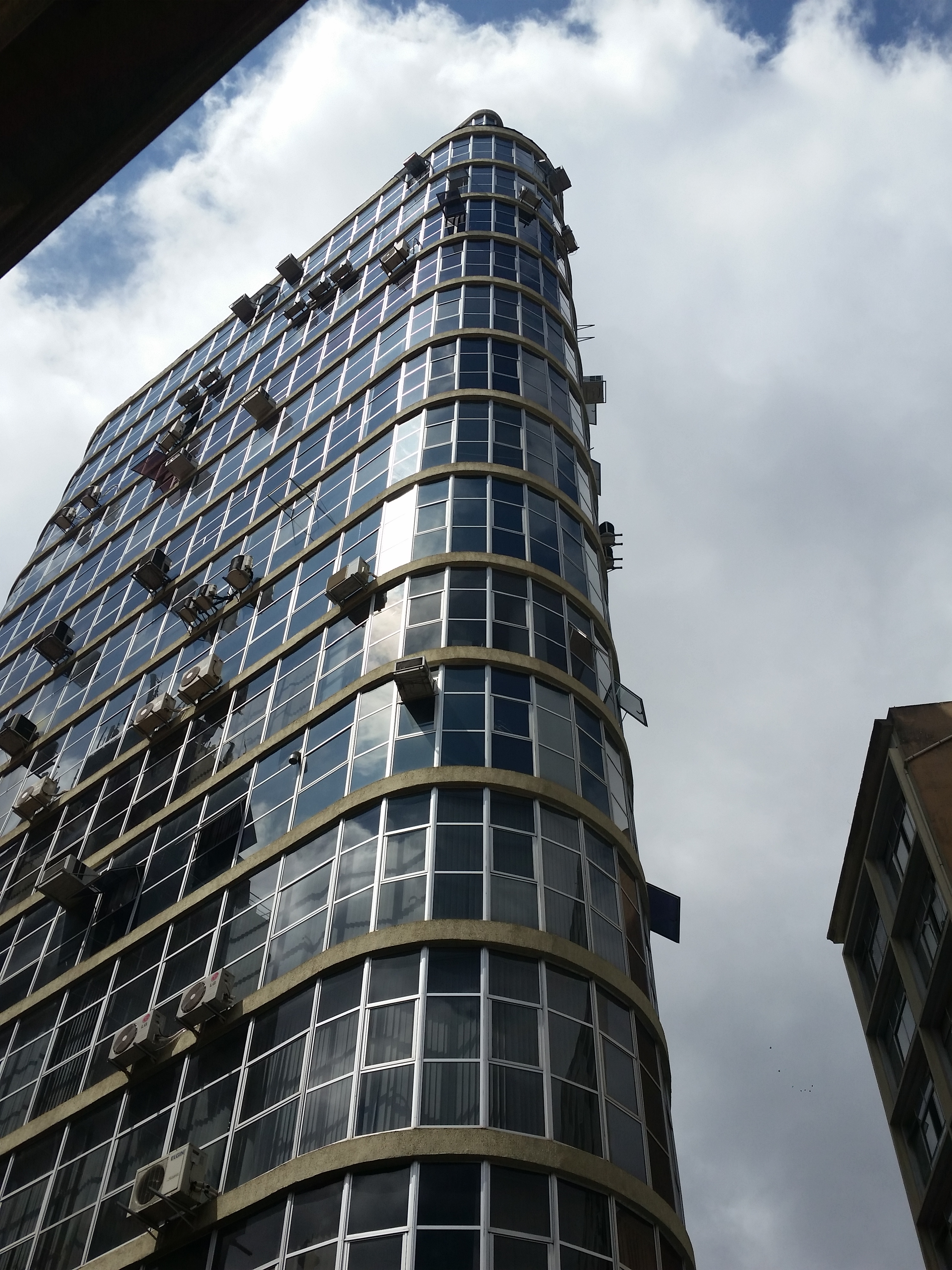
Edificio Triángulo 14

La arquitectura de São Paulo, en la década de 1950, estuvo marcada por la construcción de rascacielos y mejoras urbanas que crearon la imagen de la "gran metrópoli" que se pretendía para la ciudad. Se notó, en Brasil, la apreciación de las artes nacionales con influencias europeas, principalmente a través de arquitectos inmigrantes.
Fue un período de aceleración del crecimiento urbano y de expansión del mercado inmobiliario. Con la gran demanda de bienes raíces, el sector comenzó a recibir inversiones masivas. En ese contexto, surgió el Banco Nacional Imobiliário (BNI), que ofrecía proyectos a plazos de bajo costo. Para dar prestigio a la marca, el banco vinculó su nombre a grandes personalidades, como Niemeyer.
Para las obras en São Paulo, Niemeyer fue contratado por el Banco Nacional Imobiliário para diseñar primero el Edificio y Galería California, en la Rua Barão de Itapetininga. Con el éxito del emprendimiento, también trabajó en la construcción del Edificio Montreal y del Edificio Copan, en la Avenida Ipiranga, en el Edificio Eiffel, en la Plaza de la República y en el Edificio Triángulo, en la intersección de José Bonifácio y Quintino Bocaiuva. calles

### Oficina satélite
El éxito de estos proyectos dependía de la agilidad con que se desarrollaran los proyectos y, por lo tanto, de la proximidad entre la oficina de Niemeyer, ubicada en Río de Janeiro, y la sede del Banco Nacional Imobiliário en São Paulo.
El entonces director del BNI, Otávio Frias Filho, sugirió que se instalara una sucursal de la oficina de Niemeyer en São Paulo, para que se cumplieran todos los plazos. Al frente de esta rama, Frías sugirió a Carlos Lemos, arquitecto con quien había trabajado anteriormente. La “oficina satélite” reunió a unos cinco empleados, entre diseñadores y pasantes. Los proyectos, entonces, fueron creados en Río de Janeiro, pasaron por el directorio de BNI y fueron diseñados en la sede de São Paulo.
El desarrollo de grandes proyectos requería que Niemeyer y su equipo viajaran, por un corto período de tiempo, a São Paulo. Fueron llamados "giros". En caso de que quedara pendiente alguna decisión de diseño. La resolución la tomó Carlos Lemos.
A pesar de estar en su apogeo en la arquitectura paulista, entre 1955 y 1956, con la inauguración del Parque Ibirapuera, Niemeyer decidió cerrar la oficina satélite. Muchos especulan sobre el motivo de esta decisión, pero las obras que él construyó en sociedad con el Banco Nacional Imobiliário forman una especie de "fase renegada" de la obra del arquitecto.

### Edificio Triángulo y problemas con el ayuntamiento

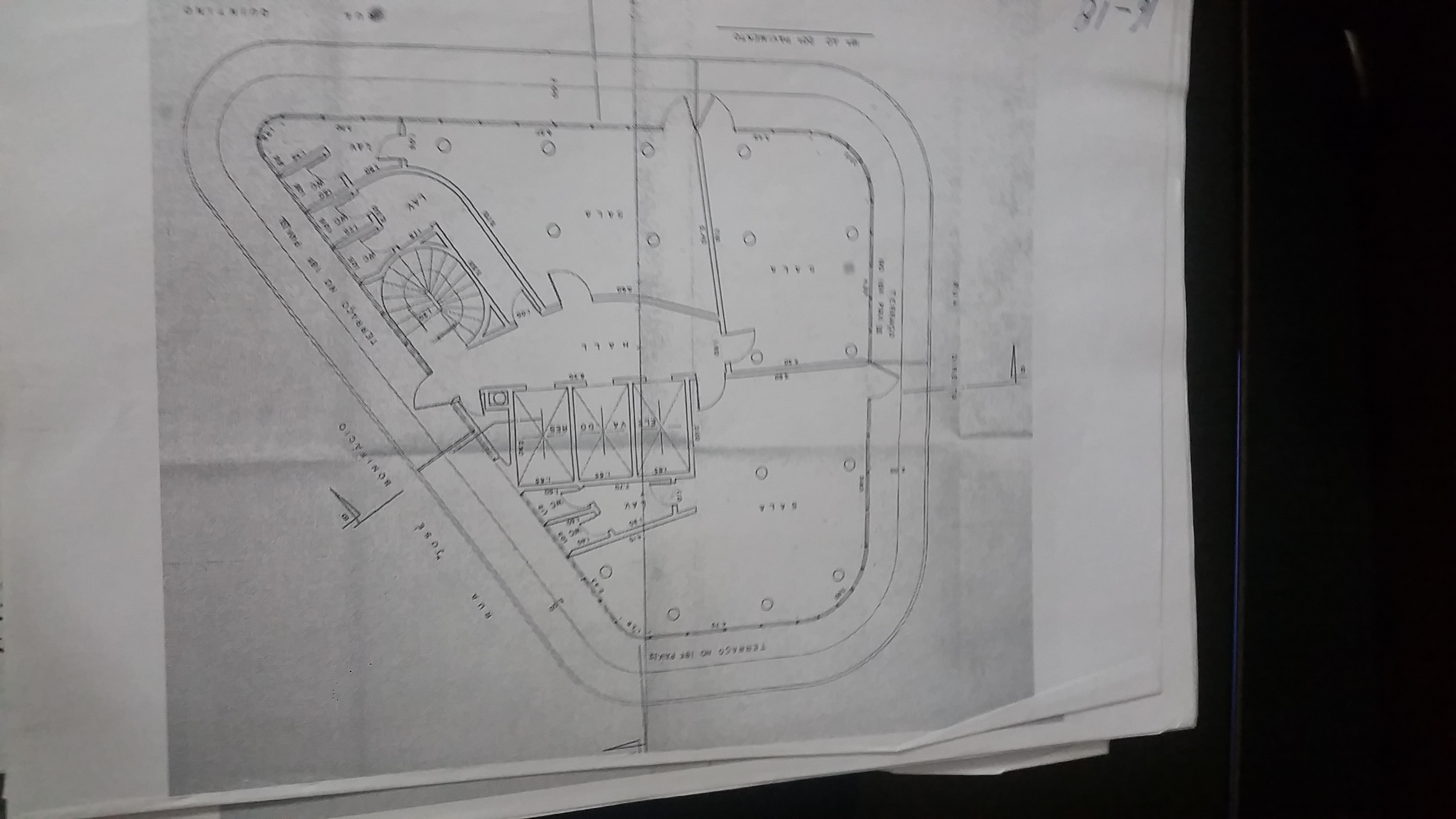
Plano de construcción original

En un anuncio, publicado en el diario O Estado de S. Paulo el 11 de mayo de 1952, el Edificio Triángulo fue anunciado como un emprendimiento “para empresarios que saben cuánto vale ubicar bien sus actividades comerciales”.
La mayor atracción fue la ubicación, justo en el centro de São Paulo, en la cuadra entre las calles Quintino Bocaiuva, José Bonifácio y Direita, conocida como Triángulo (Triângulo). Todo el proyecto fue diseñado como una forma de respetar el aspecto triangular de la manzana.
La principal preocupación de Niemeyer, que también marca su producción en São Paulo en la década de 1950, era la volumetría de los edificios que construía, que muchas veces excedía la funcionalidad misma de los proyectos. Esta es una de las grandes críticas a esta etapa del arquitecto, que considera como una etapa de experimentación.
El diseño inicial del Edificio Triángulo era de bloque prismático, con los pisos superiores repitiendo la estructura de los pisos inferiores. Sin embargo, la legislación urbanística de la ciudad no permitía que se construyera de esa manera. El retranqueo de las plantas superiores debe ser mayor cuanto mayor sea la edificación. De esta manera, se creó un efecto de “pastel de bodas”, en el que la estructura se vuelve más delgada a medida que el edificio es más alto. Estos cambios no fueron firmados por Niemeyer, estando a cargo de su oficina satélite.

### Crítica de la época

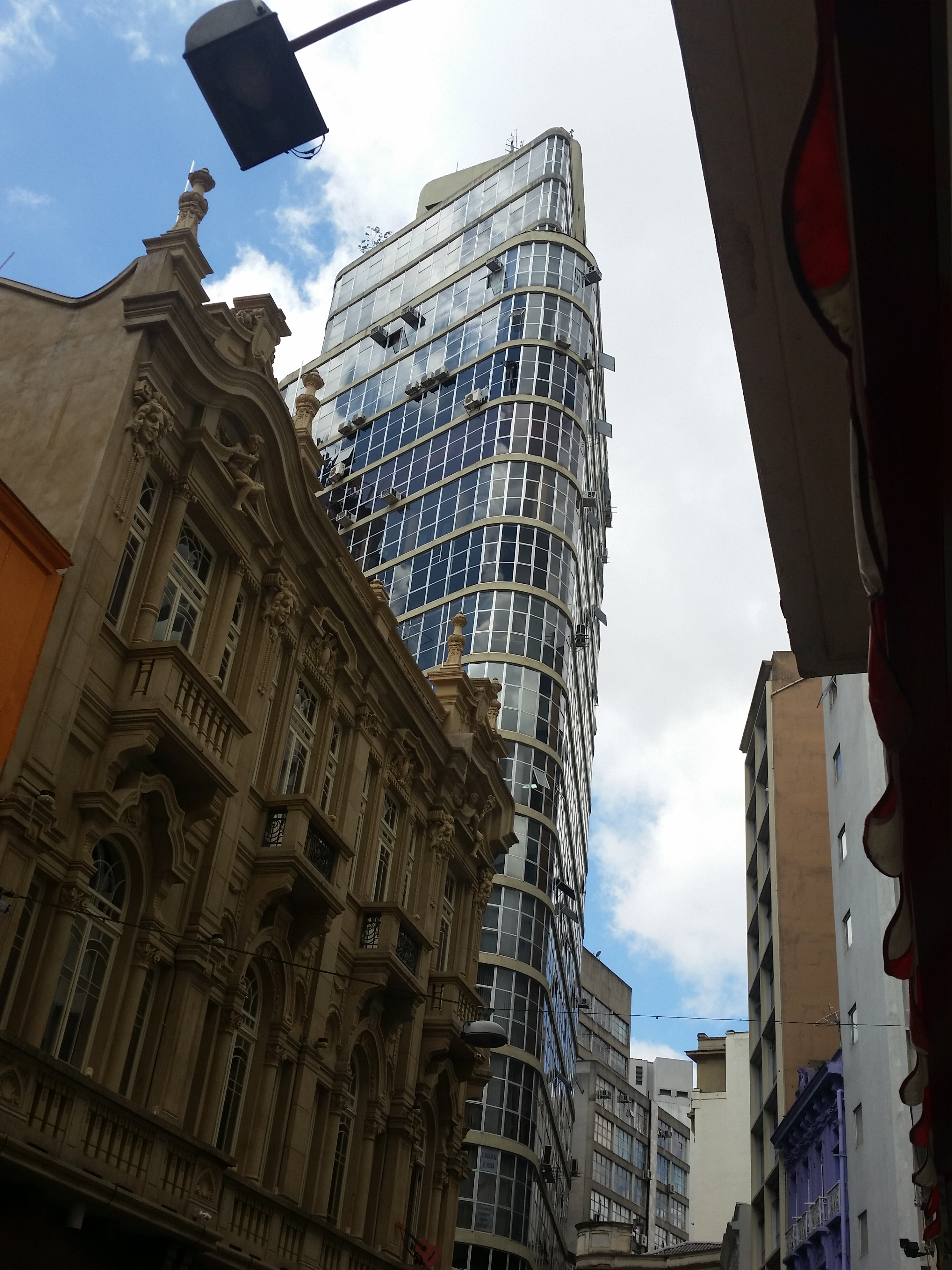
Edificio Triángulo

El trabajo de Niemeyer es generalmente reconocido por su tendencia a idealizar edificios en grandes espacios abiertos, con la libertad de atreverse estructuralmente sin tener que preocuparse por limitaciones espaciales específicas.
Esta puede ser la explicación del período en que el Edificio Triángulo fue diseñado para ser considerado una fase renegada por el arquitecto. Los proyectos, como en el caso del Triángulo, adolecieron de espacios urbanos limitados, en medio de varios otros edificios y construcciones. Además, las exigencias del mercado inmobiliario, que apuntaba al beneficio por encima de la funcionalidad social, no correspondían a los ideales del arquitecto, abiertamente comunista. A esto se suman las dificultades impuestas por la legislación paulista, y se comprende por qué este período es uno de los menos comentados en la vida del arquitecto.
Aun así, los investigadores afirman que la fase de experimentación y crítica fue fundamental para que Niemeyer pudiera diseñar Brasilia, eso sí, sin las limitaciones que imponía la ciudad de São Paulo.

## Arquitectura

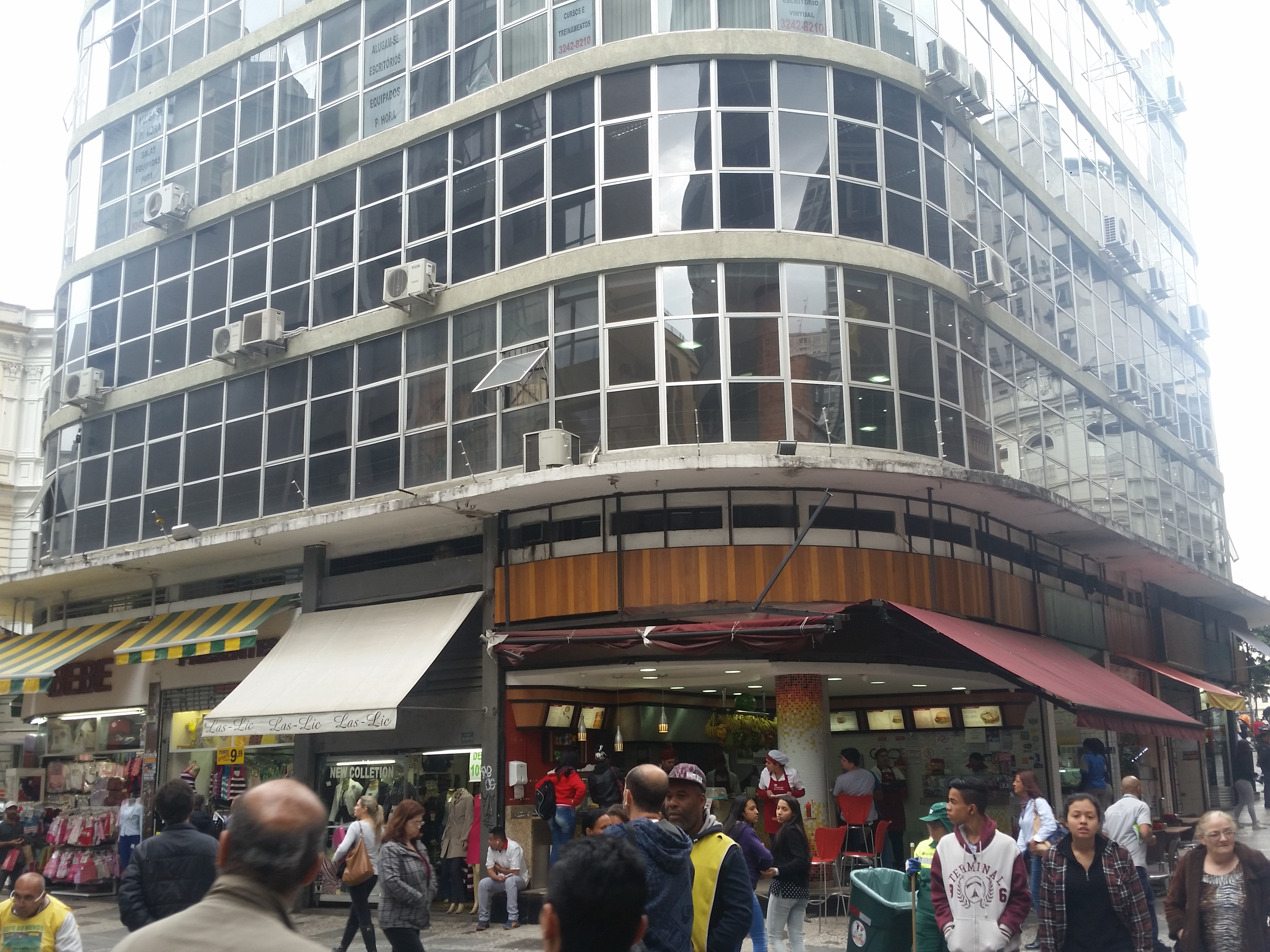
Parte inferior del edificio Triángulo

El edificio Triángulo de dieciocho pisos se construyó a partir del "estilo Manhattan", también conocido como "estilo moderno", ambos utilizados como variaciones del art déco. Este estilo está marcado por una adaptación de la sociedad a los principios del cubismo, con un alto rigor geométrico y líneas verticales. El uso intenso de la ornamentación también es una de las características del art déco, incluso cuando las estructuras están hechas con materiales simples como el hormigón armado. Uno de los ejemplos más famosos de la arquitectura art déco es el Empire State Building de Nueva York.
El diseño inicial del Edificio Triángulo fue un volumen prismático, en el que los pisos superiores repiten la estructura de los pisos inferiores, en forma de triángulo, para referenciar el triángulo formado por las calles Quintino Bocaiuva, Direita y José Bonifácio. Las paredes estaban revestidas con tres tipos diferentes de vidrio y cubiertas con brise soleil.
Debido a la legislación de São Paulo en la década de 1950, tanto los brise soleil como la idea del volumen prismático tuvieron que ser abandonadas. El Ayuntamiento requirió que cuanto más alto sea el edificio, mayor será el retroceso de los pisos superiores, creando un efecto de "pastel de bodas".
Incluso con cambios en el proyecto, la fachada del Edificio Triángulo sigue siendo la misma. Un panel con inserciones de vidrio diseñado por el artista Di Cavalcanti toma parte en las áreas laterales y superiores de la entrada, donde las escaleras conducen a la recepción, justo debajo del nivel de la calle.

## Importancia histórica y cultural

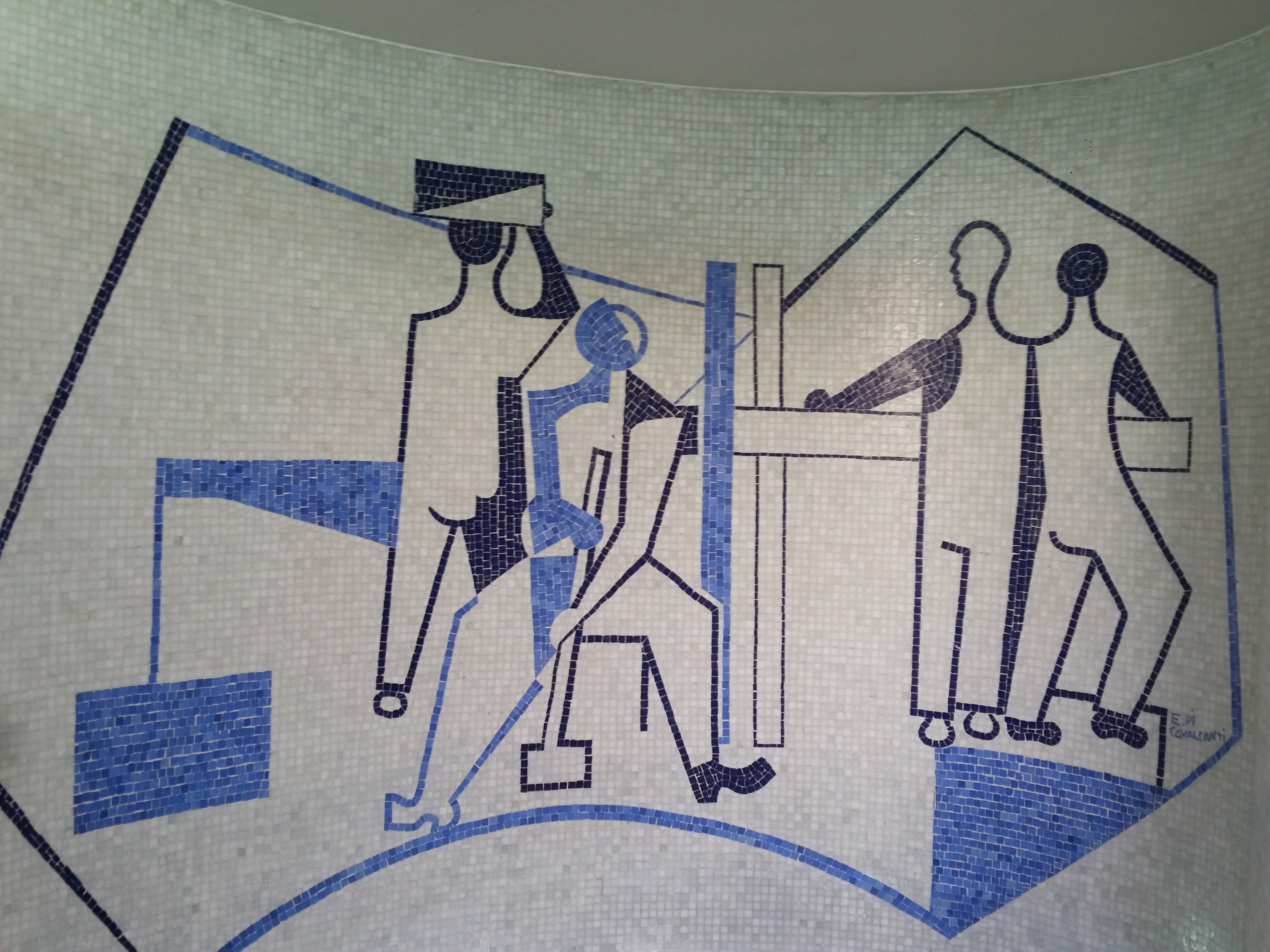
Panel superior creado por Di Cavalcanti

El Edificio Triángulo marca un período “renegado” en la obra de Niemeyer, cuando el arquitecto de Río de Janeiro se asoció con el Banco Nacional Imobiliário para construir proyectos que atendieran las necesidades de un mercado en expansión, así como el crecimiento urbano. Esta fase incluyó la construcción de uno de los edificios más importantes de São Paulo, el Edificio Copan, el único de la época que realmente se destacó como un proyecto arquitectónico y urbano innovador. Los otros edificios fueron, además del Triángulo, los edificios Montreal, California y Eiffel.
Otra gran importancia del Edificio Triángulo es el panel en inserciones de vidrio creado por el artista Di Cavalcanti, exponente del movimiento modernista en Brasil. El panel ocupa parte de las zonas laterales y superiores de la fachada del edificio. Cavalcanti fue uno de los creadores de la Semana de Arte Moderno, un hito en la historia del arte brasileño. Otro proyecto de Niemeyer que también cuenta con obras de Di Cavalcanti es el Edificio California.
En la década de 1990, la obra de Di Cavalcanti se vio afectada por un incendio provocado por personas sin hogar, debido al frío. Debido a esto, las inserciones de vidrio fueron reemplazadas por inserciones de cerámica.

### Declaración patrimonial
Por resolución número 04/2004, de 13 de abril de 2004, el Ayuntamiento, la Dirección Municipal de Cultura y la Dirección de Patrimonio Histórico decidieron derribar el panel de Di Cavalcanti situado en la fachada del edificio, así como los revestimientos exteriores y áreas internas del Triángulo.
La decisión fue sugerida por el Consejo Municipal para la Preservación del Patrimonio Histórico, Cultural y Ambiental de la Ciudad de São Paulo (CONPRESP), con base en la Ley 10 032.
El documento presenta tres artículos. En el primero se informa del volcamiento de “las partes externas de la planta baja, donde se ubican los paneles de Di Cavalcanti, y las dependencias internas que conducen a la sala del sótano y la sala misma”. En el segundo, se hace explícita la obligación de mantener las características originales de la construcción y, en el tercero, de informar a la agencia en caso de modificaciones necesarias.

## Estado actual
Actualmente, el Edificio Triángulo mantiene su función como edificio comercial y de servicios. Hay alrededor de nueve tiendas y, dentro del edificio, 72 oficinas. Se calcula que por él pasan alrededor de 1000 visitantes al día, según informa Last Second, del portal iG.

### Conservación

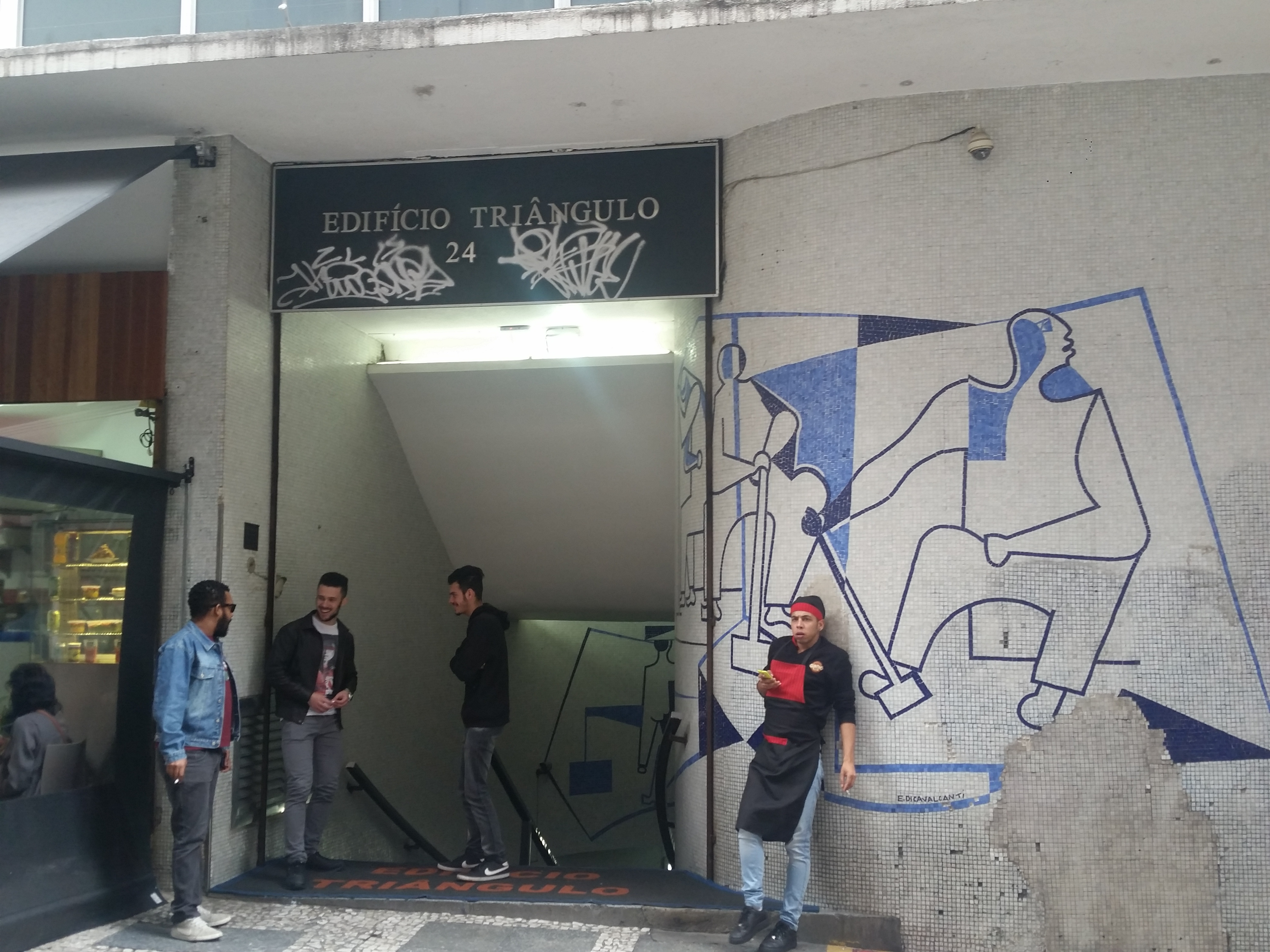
Panel Di Cavalcanti deteriorado

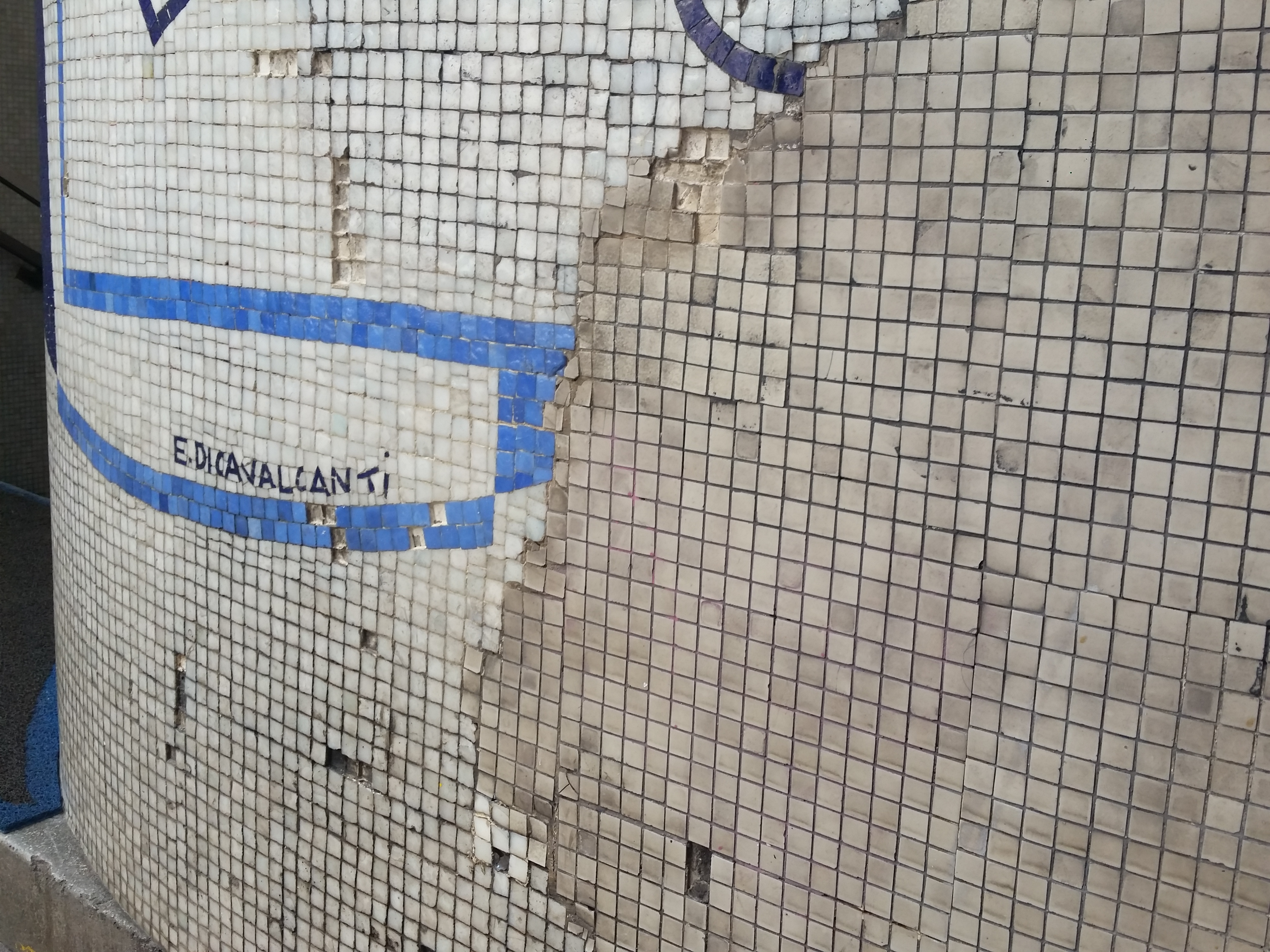
Daños en la obra de Di Cavalcanti

El edificio no está en buen estado de conservación, principalmente porque está ubicado en una zona que ha sufrido una fuerte decadencia urbana. En la década de 1990, la obra de Di Cavalcanti fue alcanzada por un pequeño incendio provocado por una hoguera de personas sin hogar, según un informe de Folha de S.Paulo.
En 2009, la fachada sufrió una especie de renovación, y posteriormente se sustituyeron las baldosas de vidrio que formaban el panel por baldosas de cerámica.
En 2012, el DPH (Departamento de Patrimonio Histórico) anunció que evaluaría el estado del panel e informaría al condominio, notificando que la restauración podría realizarse utilizando recursos de los programas gubernamentales de fomento a la cultura. A 2016, el panel seguía estaba deformado.